# Soft Vengeance
Albums de Manfred Mann's Earth Band
Masque
(1987)
Soft Vengeance est le 14e album studio du groupe rock Manfred Mann's Earth Band sorti le 3 juin 1996. À noter, parmi les membres du groupe, le premier batteur de Jethro Tull Clive Bunker. Aussi parmi les musiciens invités, la présence de Clem Clempson à la guitare anciennement de Humble Pie, et de Gavin Harrison à la batterie de King Crimson.

## Titres
1. Pleasure and Pain (Mike Chapman, Holly Knight) – 5:39
2. Play with Fire (Nanker Phelge) – 3:58
3. Nothing Ever Happens (Justin Currie) – 4:10
4. Shelter from the Storm (Bob Dylan) – 6:06
5. Tumbling Ball (Mark Spiro) –  5:35
6. The Price I Pay (Robert Cray, Dennis Walker) – 4:06
7. Lose the Touch (C Schumann) – 3:31
8. Adults Only (Mann) – 3:36
9. Wherever Love Drops — Part One (Mann, Russell Hoban) – 1:05
10. The Complete History of Sexual Jealousy (Nick Currie) – 3:30
11. 99 Lbs. (Dannie Bryant) – 2:38
12. Miss You (C Schumann) – 3:33
13. Nature of the Beast (Copyright Control) – 4:35
14. Wherever Love Drops — Part Two (Mann, Hoban, Anthony Moore) – 2:00

## Musiciens
- Manfred Mann : claviers
- Chris Thompson : chant
- Noel McCalla : chant
- Mick Rogers : guitares
- Steve Kinch : basse
- Clive Bunker : batterie
- Dave Farmer : batterie

### Musiciens additionels
- Russell Hoban : textes sur Wherever Love Drops
- Gary Farmer : guitare
- Clem Clempson : guitare
- Mitch Dalton : guitare
- Tony Patler : guitare
- Andy Pask : basse
- Tony Patler : basse
- Gary Sanctuary : piano électrique Wurlitzer sur 99 Lbs.
- Richard Marcangelo : batterie
- Richard James Burgess : batterie
- Gavin Harrison : batterie
- Linda Taylor : chœurs
- Maggie Ryder : chœurs
- Carole Kenyon : chœurs
- Janice Hoyte : chœurs
- Diane Byrch : chœurs
- Stevie Lange : chœurs